# Karlheinz Blessing
Karlheinz Blessing (* 12. Mai 1957 in Eislingen/Fils) ist ein deutscher Manager. Er war Vorstandsmitglied der Volkswagen AG und verantwortlich für den Bereich Personal und Organisation.

## Leben
Blessing wurde auf dem Stumpenhof groß, auf dem sein Vater Landwirtschaft im Nebenerwerb betrieb. Nach seinem Abitur am Erich-Kästner-Gymnasium folgte ein Studium der Wirtschaftswissenschaften in Konstanz. Im Jahr 1984 promovierte er zum Dr. rer. soc. (Doktor der Sozialwissenschaften).

## Karriere
Blessing wurde im Jahr 1974, noch als Schüler, Mitglied der SPD; zeitweise war er Mitglied des Juso-Landesvorstandes Baden-Württemberg. Seit 1984 arbeitete Blessing bei der IG Metall in Frankfurt, wo er Büroleiter von Franz Steinkühler wurde und sich dort den Ruf des „Organisierers“ erwarb. Bis 1991 war er Mitglied in der IG-Metall-Vorstandsverwaltung. Im Jahr 1991 wurde Blessing vom damaligen SPD-Vorsitzenden Björn Engholm als Bundesgeschäftsführer der SPD vorgeschlagen und für zwei Jahre gewählt. Mit dem Rücktritt Engholms im Zuge der Schubladenaffäre (3. Mai 1993) schied auch Blessing aus. Im Januar 1994 wurde er Mitglied des Vorstandes und Arbeitsdirektor der AG der Dillinger Hüttenwerke und der DHS – Dillinger Hütte Saarstahl AG. Im Februar 2011 wurde er zum Vorstandsvorsitzenden der AG der Dillinger Hüttenwerke und der DHS – Dillinger Hütte Saarstahl AG bestellt. Im Februar 2012 wurde er zusätzlich zum Vorsitzenden des Vorstands der Saarstahl AG bestellt und wurde damit seit Roland de Bonneville (1930–2007) der erste Manager, der gleichzeitig an der Spitze beider Saarhütten stand.
Im Dezember 2015 berief ihn der Aufsichtsrat der Volkswagen AG zum neuen Personalvorstand mit Wirkung zum 1. Januar 2016. Im Frühjahr 2018 schied Blessing bei VW aus.